# Игнер, Бенард
Бенард Игнер (18 января 1945, Хьюстон — 14 августа 2017, Хьюстон) — американский джазовый певец, музыкант, композитор и продюсер.

## Биография
Родился в Хьюстоне, штат Техас, США. Второй ребёнок из пяти в семье Эрмы и Букера Т. Игнеров. Окончил школу в 1962 году и переехал с семьёй в Сан-Диего. Служил в Армии США, проходил службу в Германии.
Владел многими инструментами, играл на фортепиано, гитаре и саксофоне. Выступал с джазовым трубачом Диззи Гиллеспи. Первым синглом Игнера стало вокальное исполнение песни Гиллеспи «Con Alma». Впоследствии работал с композитором Лало Шифриным, является соавтором песни «Like Me».
Был сессионным певцом в Голливуде. В 1974 году он участвовал в записи альбома Body Heat Куинси Джонса, где исполнил свою знаменитую песню «Everything Must Change». Позже песню исполнили Рэнди Кроуфорд, Барбра Стрейзанд, Пегги Ли, Джордж Бенсон, Нина Симоне, Нэнси Уилсон, Джуди Коллинз, Джун Кристи, Жан Карн и другие.
Умер от рака лёгких 14 августа 2017 года в Хьюстоне.